# Dipartimento di Victoria
Victoria è un dipartimento argentino, situato nella parte meridionale della provincia di Entre Ríos, con capoluogo Victoria. Esso è stato istituito il 13 aprile 1849.

## Geografia fisica
Esso confina con la provincia di Santa Fe e con i dipartimenti di Diamante, Nogoyá e Gualeguay.

## Società

### Evoluzione demografica
Secondo il censimento del 2001, su un territorio di 6.822 km², la popolazione ammontava a 34.097 abitanti, con un aumento demografico del 13,18% rispetto al censimento del 1991.

## Amministrazione
Nel 2001 il dipartimento comprendeva:
- 1 comune (municipio in spagnolo):
  - Victoria
- 8 centri rurali (centros rurales de población in spagnolo):
  - Rincón del Doll
  - Rincón de Nogoyá
  - Antelo
  - Molino Doll
  - Chilcas
  - Distrito Pajonal
  - Hinojal
  - Montoya